# Артикулярные церкви

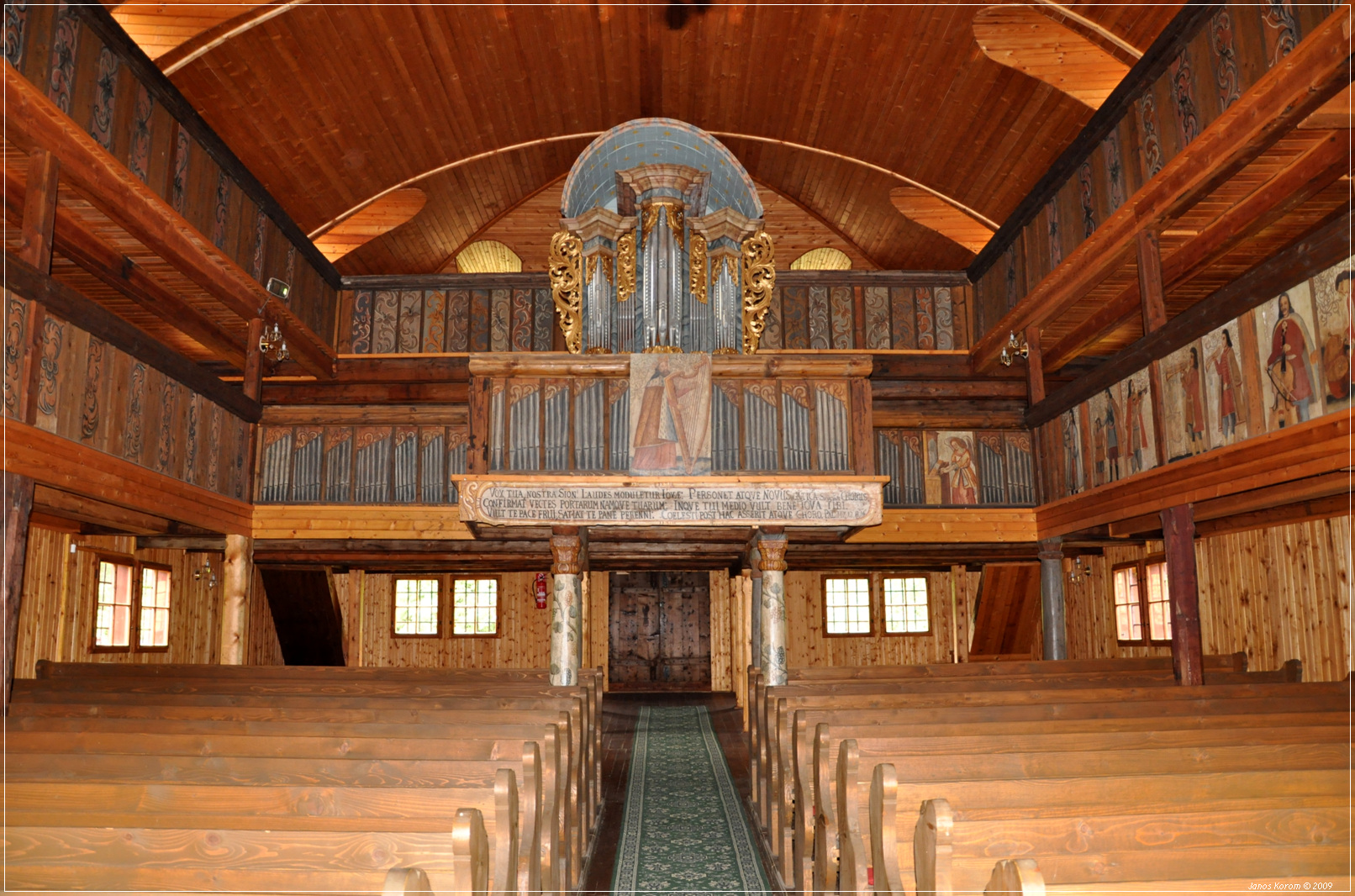
Интерьер лютеранскоей артикулярной церкви святого Креста (Липтовски-Микулаш)

Артикулярные церкви (словац. Artikulárne kostoly) — группа протестантских деревянных церквей, построенных в Словакии в XVII-XVIII вв. в соответствии с указом (артикулом) о веротерпимости австрийского императора Леопольда и Шопронским сеймом от 1681 года. При этом изначально такие церкви должны быть исключительно деревянными, не иметь колоколен и находится вне городских стен. Всего было построено 38 артикулярных церквей, но до нашего времени их осталось только 5, в т.ч. в городах Кежмарок, Гронсек и Лештины. В частности храм в Гронсеке имел в плане форму креста и был высотой 8 метров. Храм святой Троицы в Кежмароке (1717 год) почти вдвое выше, но ныне он помещен в каменный саркофаг.